# Cneo Pinario Cornelio Severo
Cneo o Gneo Pinario Cornelio Severo (Gnaeus Pinarius Cornelius Severus) fue un senador romano que vivió a finales del siglo I y principios del siglo II, y que desarrolló su cursus honorum bajo los reinados de Domiciano, Nerva, Trajano, y Adriano.

## Orígenes familiares
Severo provenía de la gens Pinaria, una antigua familia patricia que tuvo entre sus miembros a varios cónsules republicanos ya existente en el siglo V a. C., era probablemente hijo de Gneo Pinario Cornelio Clemente, cónsul sufecto en el año 76.

## Carrera política
Severo fue miembro del colegio de los Salii Collini, restringido solamente a los patricios. Promovido por Trajano, fue elegido cuestor y pretor antes su consulado sufecto en el año 112 junto a Lucio Mumio Nigro Quinto Valerio Vegeto. Además, también fue miembro del colegio de los augures y rex sacrorum, otro cargo sacerdotal restringido a los patricios.